# برول (شورای اتحادیه)
برول (به انگلیسی: Barawal) یک منطقهٔ مسکونی در پاکستان است که در خیبر پختونخوا واقع شده‌است.